# 澤姆加爾計畫區

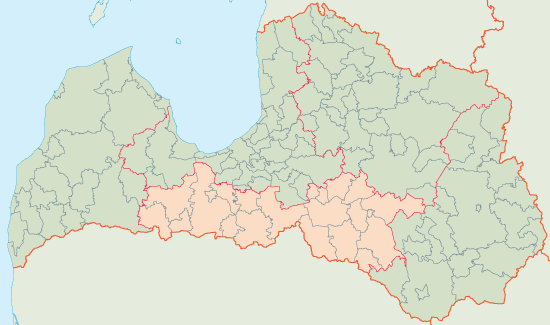
澤姆加爾計畫區於拉脫維亞的位置

澤姆加爾計畫區(拉脫維亞語: Zemgales plānošanas reģions)，是拉脫維亞的五個計畫區之一，位於該國南部。面積10,733 km²，人口數254,461，人口密度約23.7人/km²。最大城市為葉爾加瓦。

## 外部連結
- 澤姆加爾計畫區